# Fritz Martini
Fritz Oskar Richard Martini (n. 5 septembrie 1909, Magdeburg, Imperiul German – d. 5 iulie 1991, Stuttgart, Germania) a fost un filolog german (germanist și anglist).

## Biografie
Martini a studiat la universitățile din Zürich, Graz, Heidelberg, Grenoble și Berlin. În 1933  a obținut doctoratul în filologie la Berlin, cu o disertație despre Wilhelm Raabe. În 1933 s-a alăturat NSDAP și SA ca Sturmmann și a participat la cursuri de formare nazistă. 
În 1938 a devenit doctor habilitat al Universității din Hamburg cu teza Das Bauerntum im deutschen Schrifttum von den Anfängen bis zum 16. Jahrhundert (Țărănimea în literatura germană de la începuturi până în secolul al XVI-lea), elaborată sub îndrumarea profesorului Robert Petsch. Începând din 1943 a fost profesor de estetică și studii literare la Universitatea Tehnică din Stuttgart. Martini a fost membru al Prezidiului Deutsche Akademie für Sprache und Dichtung. A predat de câteva ori ca profesor invitat în Statele Unite ale Americii, Anglia, Scandinavia, Italia și în alte locuri.
Martini a elaborat o lucrare standard foarte citită despre istoria literaturii germane Deutsche Literaturgeschichte von den Anfängen bis zur Gegenwart (Istoria literaturii germane de la începuturi până în prezent) (ed. I 1949 – ed. a XIX-a 1991), pe care a revăzut-o și adăugit-o de mai multe ori, deoarece evaluarea epocilor recente ale istoriei literare germane s-a schimbat rapid. De asemenea, a editat lucrările lui Christoph Martin Wieland (1964-1968). A fost editor al revistei Der Deutschunterricht (1948-1979), precum și al Jahrbuchs der Deutschen Schiller-Gesellschaft (Anuarul Societății Germane Schiller) (1957-1987).

## Citate
„Die Romantik war von Beginn an eine religiöse Bewegung.”—Fritz Martini

## Lucrări (selecție)
- Der Raum in der Dichtung Wilhelm Raabes. Teildruck Berlin 1934 (teză de disertație)
- Das Bauerntum im deutschen Schrifttum. Von den Anfängen bis zum 16. JahrhundertNiemeyer, Halle (Saale) 1944.
- Was war Expressionismus? Deutung und Auswahl seiner Lyrik. Post-Verlag, Urach 1948 (Erbe und Schöpfung; 14).
- Deutsche Literaturgeschichte von den Anfängen bis zur Gegenwart. 19. Aufl. Komet-Verlag, Köln 2003, ISBN 3-89836-381-3. Traducere în limba română: Istoria literaturii germane de la începuturi până în prezent, Editura Univers, București, 1972, traducători: Eugen Filotti și Adriana Hass.[10]
- Das Wagnis der Sprache. Interpretationen deutscher Prosa von Nietzsche bis Benn. 8. Aufl. Klett-Cotta, Stuttgart 1993, ISBN 3-608-95354-X.
- Deutsche Literatur des bürgerlichen Realismus. 1848–1898. 4. Aufl. Metzler, Stuttgart 1981, ISBN 3-476-00463-5.  (1962)
- Geschichte im Drama. Drama in der Geschichte; Spätbarock, Sturm und Drang, Klassik, Frührealismus. Klett-Cotta, Stuttgart 1979, ISBN 3-12-935510-3.
- Vom Sturm und Drang zur Gegenwart. Autorenporträts und Interpretationen; Ausgewählte Aufsätze. Lang Verlag, Frankfurt/M. 1990, ISBN 3-631-42188-5.